# Vép
Vép (Duits: Wettendorf) is een plaats (nagyközség) en gemeente in het Hongaarse comitaat Vas. Vép telt 3546 inwoners (2001).